# Forat del Graller
El Forat del Graller és un paratge del terme municipal de Tremp, a l'antic terme de Gurp de la Conca, al Pallars Jussà.
Està situat a l'oest-nord-oest del poble de Gurp, en el vessant oriental del Tossal del Graller. És una carena que separa les valls dels barrancs de les Carants, al nord-est, i de Fuiet, al sud.